# (6406) Mikejura
(6406) Mikejura est un astéroïde de la ceinture principale.

## Nom
L'astéroïde est nommé d'après Michael Jura (1947-2016), astronome américain et professeur à l'Université de Californie à Los Angeles dont le travail sur les naines blanches polluées a permis la première mesure de la composition chimique d'astéroïdes extrasolaires.

## Description
(6406) Mikejura est un astéroïde de la ceinture principale. Il fut découvert le 28 juin 1992 à l'observatoire Palomar par Henry E. Holt. Il présente une orbite caractérisée par un demi-grand axe de 2,28 UA, une excentricité de 0,18 et une inclinaison de 8,2° par rapport à l'écliptique.